# ويليام تي. ميرفي
ويليام تي. ميرفي هو محامي وسياسي أمريكي، ولد في 7 أغسطس 1899 في شيكاغو في الولايات المتحدة، وتوفي في 29 يناير 1978 في أوك لاون في الولايات المتحدة. نشط حزبياً في الحزب الديمقراطي. وقد انتخب عضو مجلس النواب الأمريكي ‏.